# Nhã An

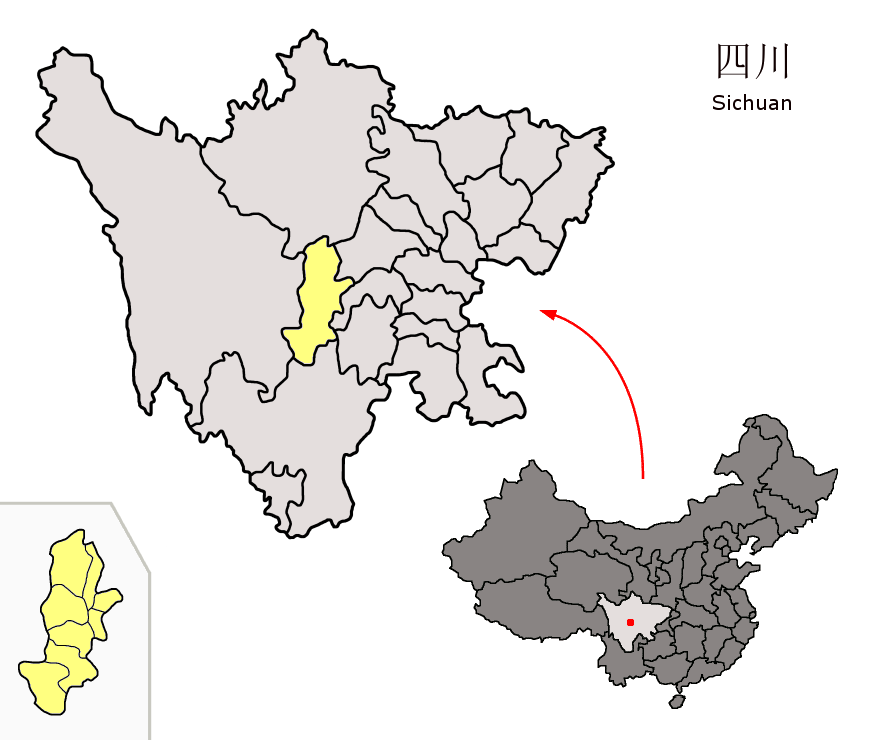
Vị trí của Nhã An (màu vàng) trong bản đồ Tứ Xuyên

Nhã An (雅安市) là một địa cấp thị thuộc tỉnh Tứ Xuyên, Cộng hòa Nhân dân Trung Hoa. Tháng 4/2013, tại đây đã xảy ra trận động đất gây thiệt hại lớn về người và của.

## Các đơn vị hành chính
Địa cấp thị Nhã An quản lý các đơn vị cấp huyện sau:

### Các quận nội thành
Các quận:
- Vũ Thành 雨城区
- Danh Sơn 名山区

### Các huyện
Các huyện:
- Lô Sơn 芦山县
- Thạch Miên 石棉县
- Thiên Toàn 天全县
- Huỳnh Kinh 荥经县
- Bảo Hưng 宝兴县
- Hán Nguyên 汉源县